# Nortom

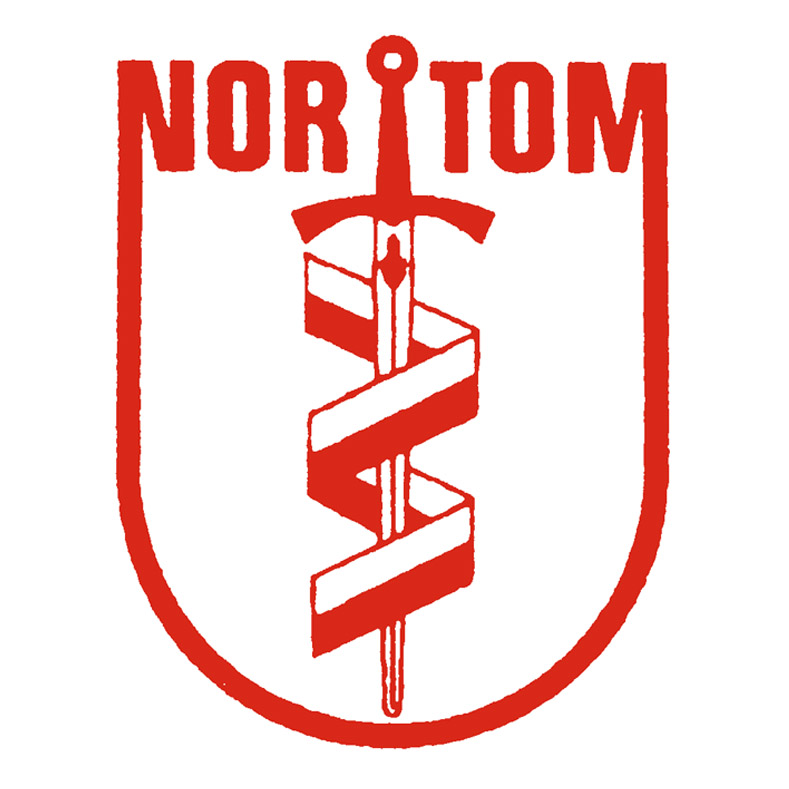
Logo wydawnictwa Nortom

Nortom – wydawnictwo, założone w 1992 we Wrocławiu.
Specjalizuje się w wydawaniu i sprzedaży książek o tematyce patriotycznej, polskiej literatury pięknej, książek z zakresu historii Polski, literatury wspomnieniowej – zwłaszcza dotyczącej wschodnich kresów II Rzeczypospolitej oraz książek z zakresu polityki ze szczególnym uwzględnieniem pozycji kiedyś zakazanych, cenzurowanych i niedostępnych.
Wśród autorów publikowanych w Nortomie znajdują się: Roman Dmowski, Janusz Dobrosz, Jędrzej Giertych, Jan Ludwik Popławski, Zbigniew Żmigrodzki, Adam Doboszyński, Roman Rybarski, Czesław Czaplicki, Andrzej Sołdrowski, Lubomir Czupkiewicz, Piotr Kosobudzki, Maciej Giertych, Stanisław Jastrzębski, Edward Prus, Stanisław Żurek, Norbert Tomczyk, Stanisław Sosenkiewicz, Henryk Komański, Szczepan Siekierka, Witalij Masłowśkyj, Aleksander Korman, Mieczysław Dobrzański, Feliks Koneczny, Michał Poradowski, Stanisław Bełza.
W 2000 organizatorzy Targów Książki we Frankfurcie zamknęli stoisko Nortomu za prezentowanie na nim publikacji – w ich ocenie – antysemickich, antyukraińskich i antyniemieckich. Chodziło o tytuły Być czy nie być Stanisława Bełzy, Polska i Niemcy Jędrzeja Giertycha oraz I tak nie przemogą. Antykościół, antypolonizm, masoneria Macieja Giertycha.
Właścicielem wydawnictwa do 2016 był Norbert Tomczyk. Od 2016 właścicielką wydawnictwa jest jego córka – Monika Bednarska.